# Na lipę

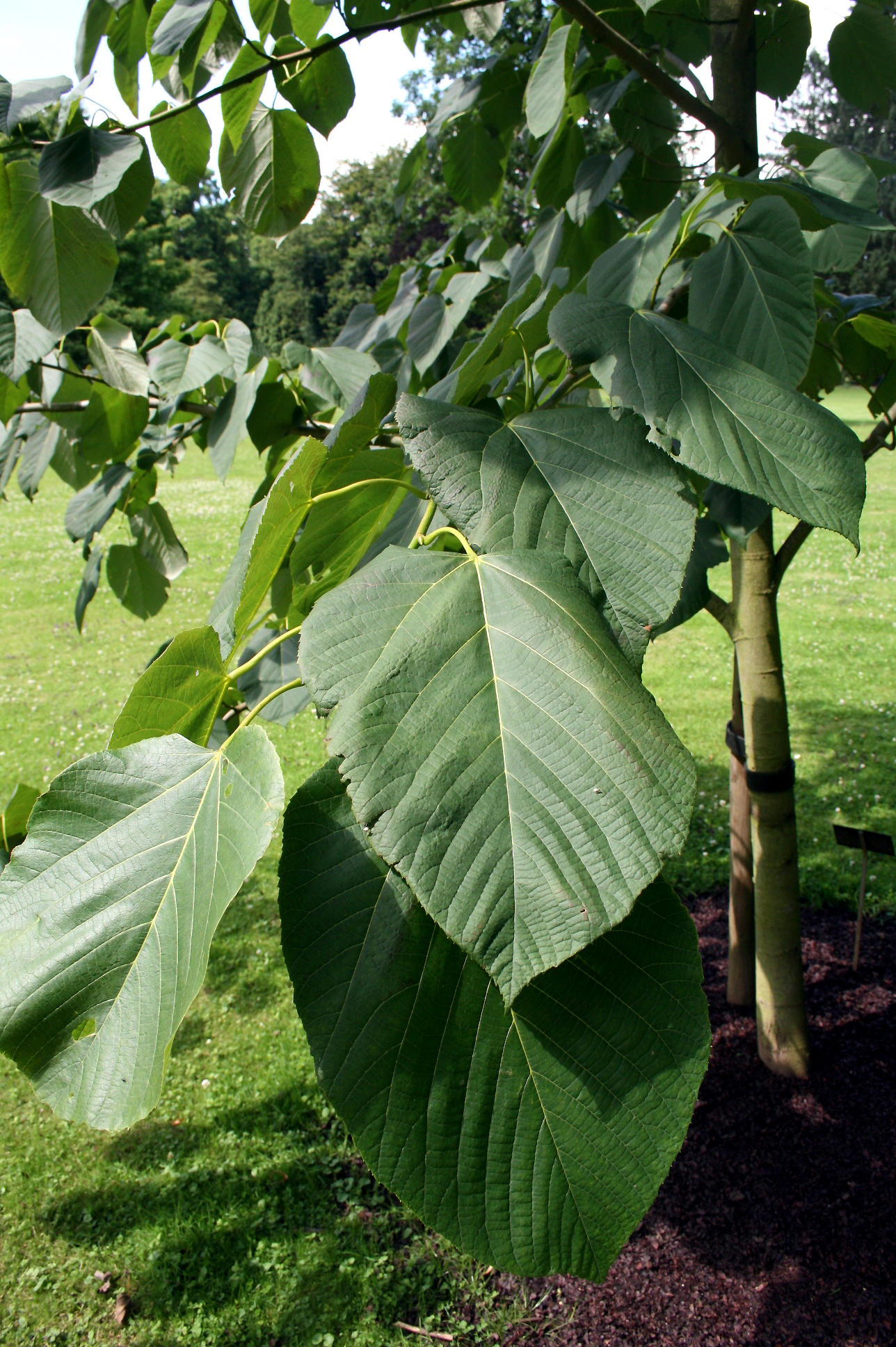
Liście lipy

Na lipę – wiersz Jana Kochanowskiego pochodzący z cyklu Fraszki. Utwór jest napisany trzynastozgłoskowcem, parzyście rymowanym. Wiersz jest zbudowany na bazie antropomorfizacji. Stanowi wypowiedź rosnącej w Czarnolesie lipy.
Gościu, siądź pod mym liściem, a odpoczni sobie!

Nie dójdzie cię tu słońce, przyrzekam ja tobie,